# 3359 Purcari
3359 Purcarieller 1978 RA6  är en asteroid i huvudbältet som upptäcktes den 13 september 1978 av den rysk-sovjetiske astronomen Nikolaj Tjernych vid Krims astrofysiska observatorium på Krim. Den har fått sitt namn efter en vinproducent i Moldavien.
Asteroiden har en diameter på ungefär 4 kilometer och den tillhör asteroidgruppen Flora.